# Elvarázsolt kastély (videójáték)
Az Elvarázsolt kastély egy magyar fejlesztésű videójáték, melyet az Octasoft adott ki 1987-ben. A játékot Kiss Gábor és Szabó Dénes írták és a Novotrade forgalmazta. A játék kiskereskedelmi ára 1987 decemberében 350 Ft volt.

## Játékmenet
A cél összegyűjteni 80 villogó tárgyat 40 képernyőn és közben elkerülni a különféle ellenségeket. A játék befejezéséhez meg kell lennie mind a 80 tárgynak és vissza kell térni a kezdőképernyőre, hogy beléphessünk a szobánkba és ezzel megnyerjük a játékot.